# チェルシー・マニング

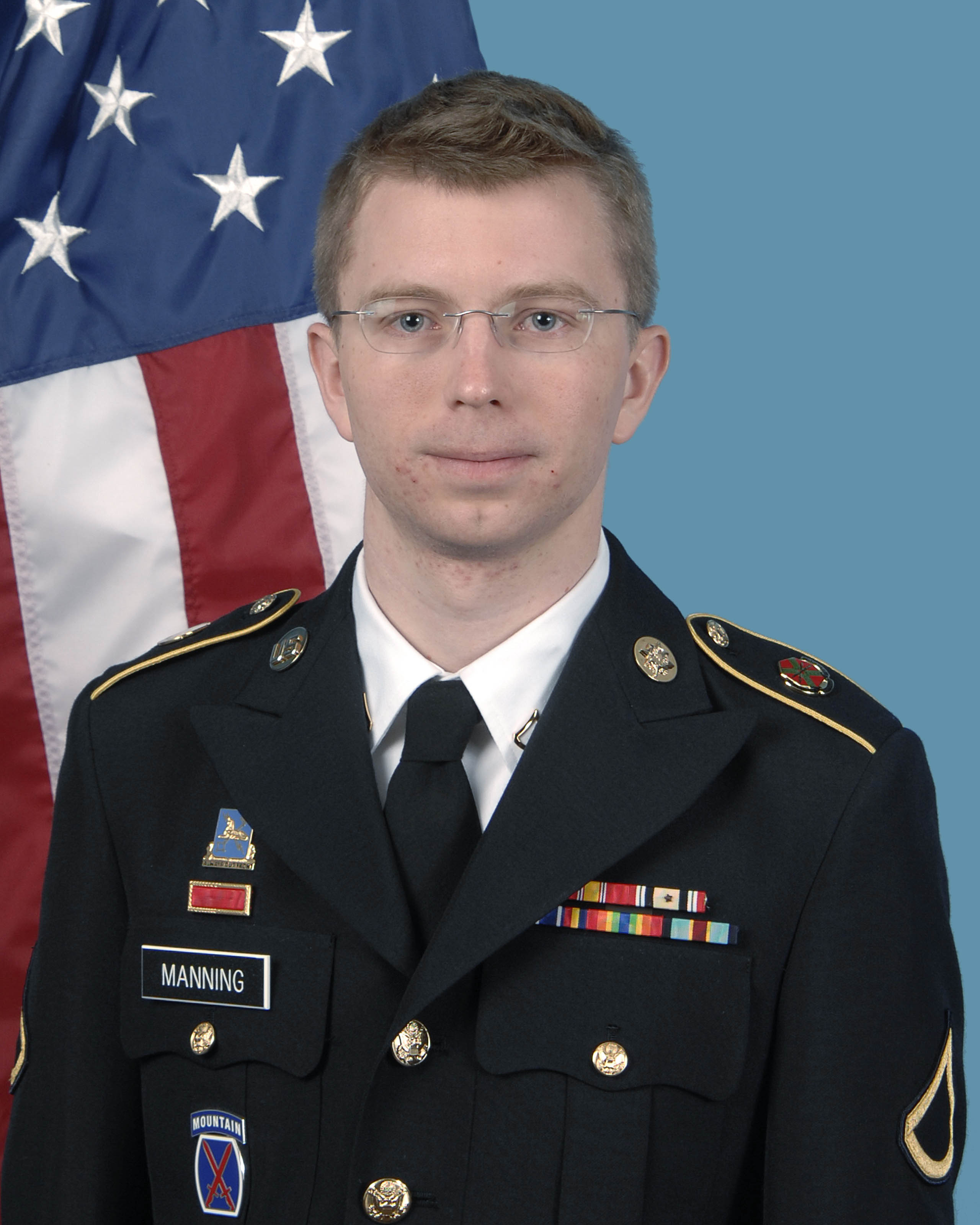
2012年4月

チェルシー・エリザベス・マニング（英語: Chelsea Elizabeth Manning、1987年12月17日 - ）は、アメリカの元陸軍軍人。最終階級は、不名誉除隊による降格により陸軍二等兵。多くの機密文書を公開し漏洩させたのち、2013年6月にスパイ活動法などに違反した罪で有罪判決を受けた。マニングは2013年8月に軍事刑務所での35年の刑を言い渡されたが、2017年1月に当時の大統領バラク・オバマがマニングに対し恩赦を与えたことで2017年5月17日に釈放された。陸軍からは不名誉除隊の処分を受けた。
2013年、マニングはトランスジェンダー女性であることを公表した。2009年からジェンダーカウンセラーにかかり、2010年には上司に自身が性別違和を抱えていることを告白していた。また、マニングは子供のころから自分は女性だと感じてきたと述べて、新しい名前をチェルシーとし、ホルモン補充療法を開始することを希望した。2014年9月、性別違和の治療を収監中に受ける権利を求めて国を提訴した。
2009年にイラクで情報分析官として陸軍部隊に任命されたマニングは機密文書にアクセスしてきた。2010年前半、ウィキリークスに機密情報を漏らし、オンラインで知り合ったエイドリアン・ラモにこの秘密を打ち明けた。ラモがスパイ防止活動機関に通知したため、同年5月にマニングは逮捕された。情報には2007年7月12日のバグダッド空爆や2009年のアフガニスタンのグラナイ空爆のビデオが含まれていた。25万件のアメリカ外交公電、50万件の陸軍報告書がイラク戦争記録およびアフガン戦争記録として知られることになった。その多くが2010年4月から11月にかけて、ウィキリークスとそのメディアパートナーによって公表された。
マニングは結局、22件の違法行為を告発されたが、そこには敵幇助罪も含まれていた。これはもっとも重い罪であり、死刑もありえた。彼女は2010年7月から2011年4月まで、傷害予防状態としてヴァージニア州クワンティコ海兵隊刑務所に拘禁される。これは必然的に事実上の独房および国の内外で憂慮を引き起こすもろもろの制約を意味した。その後、カンザス州レブンワース砦へ移された。ここでは他の抑留者と話をすることができた。2013年2月、彼女は告発された罪のうち10の罪状を認めた。残りの告発についての裁判が2013年6月3日に開始され、7月30日に告発された罪状のうち最初の17について、さらに修正後の他の4つについて有罪判決を受けたが、敵幇助罪については無罪とされた。その後、釈放されるまで彼女はレブンワース砦の重警備のアメリカ合衆国教化隊で刑に服した。
マニングの暴露、逮捕、判決への反応はさまざまだった。彼女の伝記作家の一人、デンヴァー・ニックスは、漏れた情報、とりわけ外交上の電文は、2010年12月に始まったアラブの春の触媒になったと広く理解され、マニングは21世紀の天安門事件の無名の反逆者と見なされたり、苦々しい裏切者と見なされたりしていると書いている。国境なき記者団はこの判決の長さを、内部告発者がいかに弱い立場にあるかを立証するものだとして糾弾した。
現在はミックスネットを開発するNym Technologiesにて、セキュリティコンサルタントとして働いている。

## 関連文献
- “トランスジェンダーだった「私」が軍事機密75万件を暴露するまで”. クーリエ・ジャポン.  講談社 (2017年7月16日). 2017年9月5日閲覧。